# Ахметели, Михаил Константинович
Михаил Ахметели (псевд. Константин Михаэль) (1895—1963) — немецкий учёный и политик грузинского происхождения.

## Биография
Родился в Боржоми в семье потомственного почётного гражданина. В 1914 г. окончил в Грузии гимназию для знати. В 1915—1917 гг. учился в Харьковском университете. Примыкал к меньшевикам.
После того, как правительство независимой Грузии выделило стипендию на его обучение за границей (его дядя, Владимир Ахметели, был первым послом Грузии в Германии), Ахметели переехал в Германию, где в 1919 г. поступил в Йенский университет. В 1925 г. защитил там же диссертацию на тему «Экономическое значение Закавказья с особым акцентом на Грузию» (Die wirtschaftliche Bedeutung Transkaukasiens mit besonderer Berücksichtigung Georgiens).
С 1926 г. сотрудничал в экономическом отделе Института Восточной Европы в Бреслау. Эксперт по советскому сельскому хозяйству, профессор. Член НСДАП (партийный билет № 5 360 858). В 1932 г. защитил в Бреслау докторскую диссертацию.
В 1937—1940 гг. — директор Института Ванзее (мозгового центра, организованного под эгидой СС и НСДАП, он также назывался Институт Восточной Европы в Берлине). Институт осуществлял информационное и интеллектуальное обеспечение ряда государственных структур, в том числе СД. Заместителем Ахметели был известный нацистский советолог и эксперт Герман Грайфе.

### Во время войны
С 1939 г. — глава Грузинского национального комитета, формально объединившего грузинскую эмиграцию на территории, подконтрольной рейху. Комитет также работал с советскими военнопленными — грузинами по национальности, агитируя их вступать в Грузинский легион вермахта. Поддерживал дружеские отношения с Альфредом Розенбергом.
Спустя несколько дней после нападения Германии на СССР Ахметели представил детальный план будущей аграрной реформы. В декабре 1942 г., поддерживая Розенберга, выступил с резкой критикой оккупационной политики Германии на территории СССР, за что в апреле 1943 г. чуть не был арестован «за пораженчество». Тогда Ахметели спас Вальтер Шелленберг, курировавший Институт Ванзее.

### После войны
Участвовал в организации Института Восточной Европы в Мюнхене, преподавал в Мюнхенском университете. По некоторым данным, поддерживал контакты со спецслужбами США и ФРГ (ещё во время войны был доверенным лицом Рейнхарда Гелена и одновременно агентом РСХА).
Член Антибольшевистского блока народов.

## Семья
Был женат на Рут Фриде Иоханне Геринг.

## Сочинения
- Das Gesetz des abnehmenden Ertragszuwachses und seine gegenwärtige Beurteilung. Ohlau, 1932.
- Querschnitt durch die Industrie Sowjetrusslands // Ostraum-Berichte. Heft 1 (1935).
- Die quantitative Leistung und die Betriebsverhältnisse der Sowjetrussland // там же. Heft 2 (1935). S. 80-160.
- Die Agrarpolitik der Sowjet-Union und deren Ergebnisse. Berlin-Leipzig: Nibelungen Verlag, 1936.
- Stellungnahme zur neuen Agrarordnung. Berlin: Wansee-Institut, 1942.